# Колвин, Джеймс
Джеймс Ко́лвин (англ. James Colvin; 4 августа 1844, Донегол, Ирландия — 29 октября 1919, Веллингтон, Новая Зеландия) — путешественник и политик, член парламента Новой Зеландии от избирательного округа Буллер (Южный остров). В 1897—1900 гг. был мэром Вестпорта, в 1912 году — министр шахт Новой Зеландии. В 1919 году сбит трамваем.

## Биография
Родился в 1844 году в графстве Донегол (Ирландия). По профессии — мясник. В 1861 году отправился в Австралию и поселился в Мельбурне. Занимался золотодобычей в Дейлсфорде и в Кресвик Крике. В следующем году переехал в Новую Зеландию, привлечённый золотыми рудниками Отаго. Жил на водохранилище Данстан и озере Вакатипу, позже переехал в Инверкаргилл. В 1863 году заводит магазин в Вакамарине, позже — дело в Хокитике. Позже закрывает дело в Хокитике и заводит новое в Грей-Воллей. Переезжает в Буллер после того, как в 1867 году там находят золото, в 1872 году начинает дело в Вестпорте. В 1885—1889 гг. состоял в Совете округа Буллер. В 1887 году стал членом Портового совета Вестпорта, в 1890 году — председателем, вышел из состава Портового совета только в 1910 году. С 1894 по 1898 год занимал кресло председателя Управления по делам образования Нельсона. В ноябре 1897 года был выбран мэром Вестпорта 294 голосами против 129 голосов у Рили, в ноябре 1898 года был перевыбран на пост мэра Вестпорта на безальтернативных выборах, сложил с себя полномочия в январе 1900 года, когда был выбран в Палату представителей.
На выборах 1896 года Колвин занял второе место от округа Буллер, получив 1783 голосов против 2039 у Патрика О`Регана. Вошёл в Палату представителей Новой Зеландии, выиграв выборы 1899 года, в которых Колвин участвовал как независимый либерал, получив 2846 голосов против 2294 за О`Регана. На выборах в 1902 году получил 3340 голосов против 767 у соперника. В дальнейшем выигрывал все последующие выборы в округе Буллер до своей смерти. В 1912 году был министром шахт.
Около 22:00 29 октября 1919 года Колвин вышел из парламента и направился в Royal Oak Hotel, в котором проживал. Несмотря на хорошие условия освещения и отсутствие дорожного движения, Колвин начал переходить дорогу вблизи от движущегося трамвая на пересечении Банни-стрит и Фезерстон-стрит 41°16′46″ ю. ш. 174°46′45″ в. д.. Как только водитель трамвая заметил Колвина, он сразу же подал предупредительный сигнал и начал торможение. В это время трамвай, двигавшийся со скоростью 10-13 км/ч, уже находился в 4-5 метрах. Колвин почти успел перейти пути, но и трамвай ударил его в спину, Колвин упал, ударившись головой о мостовую. После удара трамвай проехал ещё около 3-х метров до полной остановки. Когда водитель трамвая вышел, чтобы оказать пострадавшему помощь, Колвин был уже мёртв. По словам первого врача, который оказался на месте происшествия, травмы головы, полученные Колвином, были не столь серьёзны и более молодой человек смог бы от них оправиться. Коронер заявил, что не понимает, как водитель трамвая смог не увидеть пешехода, но свидетели утверждали, что водитель трамвая сделал всё возможное, чтобы избежать столкновения.
30 октября, после церемонии, на которой присутствовали почти все члены Парламента, тело Колвина на пароходе Комато было отправлено в Вестпорт, где 2 ноября Колвин был похоронен на кладбище Ораваити.

### Семья
У Колвина было пять сыновей: Роберт, Альберт, Гарри, Перси и Чарльз, а также семь дочерей. Сын Колвина Перси воевал на Западном фронте в Первой мировой войне, другой сын, Чарльз, погиб во время Англо-бурской войны в Южной Африке.

## Политические взгляды и публичный образ

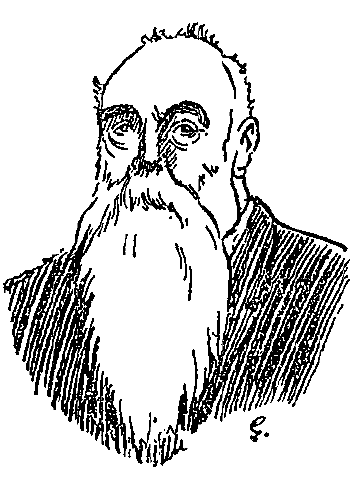
Гравюра в газете New Zealand Truth 1919 года

В Палате представителей Колвин был известен как «Дядя» (англ. «Uncle»). Колвин говорил своим избирателям, что он — «Джимми» для них и «Дядя» для своих друзей в парламенте. Таблоид New Zealand Truth писал, что никто не сможет назвать Колвина «зазнайкой» (англ. «swelled head»), а также отмечал, что борода и патриархальный внешний вид придавали Колвину сходство с библейскими пророками. Комментируя назначение Колвина министром шахт, Grey River Argus писал, что Колвин, вероятно, будет «одним из самых симпатичных министром шахт, которые когда-либо управляли этим департаментом», отмечая его большой практический опыт работы с шахтами по сравнению с другими министрами, занимавшими этот пост. О личных качествах Колвина Grey River Argus замечал, что «добрый старый „Дядя“ не обидел бы живой души, даже если бы мог». Роберт Маккаллум, член Палаты представителей от Вайрау, в речи, посвящённой памяти Колвина, называл его «типичным золотодобытчиком начала золотого века в Австралии и Новой Зеландии».
В 1908 году Колвин называл себя «твёрдым сторонником» Новозеландской либеральной партии. Предлагал закон о сокращении рабочего дня шахтёра до 8-и часов и закон о том, что при переработке работодатель обязан был бы платить шахтёру сверхурочные. Считал, что правительство не должно заниматься обучением сирот, был против религиозного обучения в школе, полагая, что религиозным образованием должны заниматься церкви. Был противником всеобщей обязательной воинской подготовки, но за поощрение подготовки в школе кадетов путём субсидий.
Otago Witness называл Колвина «известным спортсменом из Вестпорта», New Zealand Truth отмечал, что «Колвин — это спорт». Колвин владел скаковыми лошадьми и был президентом Вестпортского жокей-клуба. В 1908 году был выбран одним из вице-президентов Союза регбистов Новой Зеландии.

## Интересные факты
- В 1866 году был остановлен с целью грабежа членом банды Бургесса-Салливана, известной как «Маунгатапские убийцы», через несколько дней после того, как 28 мая[32] банда убила Джорджа Добсона. Член банды не знал, что Колвин вёз в седле крупную сумму денег, и Колвину удалось избежать ограбления[33].

### Комментарии
1. ↑  англ. By trade he is a butcher, having carried on business in Westport for the last 30 years
2. ↑  1942 у Колвина против 2234 у О`Регана по SOUTH ISLAND. NELSON CITY. (англ.) // Evening Post. — 1896-12-05. — No. 167. — P. 6.
3. ↑  По данным статьи в Poverty Bay Herald — 3370 против 769
4. ↑  англ. good old "Uncle" would not pain a living soul even if he could